# Gerlas (Gemeinde Zwettl-Niederösterreich)
Gerlas ist eine Ortschaft in Niederösterreich und eine Katastralgemeinde der Stadtgemeinde Zwettl-Niederösterreich. Am 1. Jänner 2024 hatte der Ort 31 Einwohner auf einer Fläche von 1,02 km².

## Geografie
Gerlas liegt in einer Entfernung von etwa 5,7 Kilometern Luftlinie westlich des Stadtzentrums von Zwettl.
Das Gemeindegebiet grenzt im Norden an die Katastralgemeinde Rieggers, im Nordosten an Oberstrahlbach, von Südosten bis Südwesten an Negers und nordwestlich an Rosenau Dorf.

## Verkehr
Durch Gerlas führt L8249. Die nächsten höherrangigen Landesstraßen sind die L71 im Norden und die L74 im Süden. Durch den Postbus ist Gerlas mit dem österreichischen Überlandbus-Netz verbunden.

## Geschichte
Gerlas wurde um 1300 als Gerloess zum ersten Mal urkundlich erwähnt. Der Name bedeutet so viel wie: „Siedlung eines Mannes mit dem Namen Gerlo(h)“.
Der Ort dürfte im 13. Jahrhundert einem Adelsgeschlecht mit gleichem Namen gehört haben, denn in Urkunden aus dem Jahr 1261 wird mehrmals ein gewisser Wulfing von Gerlas erwähnt.
Laut Adressbuch von Österreich waren im Jahr 1938 in Gerlas zwei Landwirte mit Direktvertrieb ansässig.